# Halofriesea
Genre
Halofriesea est un genre de collemboles de la famille des Neanuridae.

## Distribution
Les espèces de ce genre se rencontrent au Japon et à Hawaï.

## Liste des espèces
Selon Checklist of the Collembola of the World (version du 6 octobre 2019) :
- Halofriesea kai (Christiansen & Bellinger, 1992)
- Halofriesea kuroshio Yoshii & Sawada, 1997

## Publication originale
- Yoshii & Sawada, 1997 : Additional report of halophilous Collembola of Japan. Publications of Seto Marine Biological Laboratory, vol. 38, no 1/2, p. 13-20.